# Stenoeme bellarmini
Stenoeme bellarmini är en skalbaggsart som beskrevs av Pierre Émile Gounelle 1909. Stenoeme bellarmini ingår i släktet Stenoeme och familjen långhorningar. Inga underarter finns listade i Catalogue of Life.